# David Madrid
David Madrid Sánchez (Madrid, 23 maggio 1979) è un allenatore di calcio a 5 spagnolo.

## Carriera
Inizia la carriera di tecnico con lo Sporting Morata, con il quale è protagonista di tre promozioni consecutive, fino al panorama nazionale.
Gli anni successivi allena i settori giovanili di varie squadre, quali Inter, FMFS (campione di Spagna Under 16), Villarobledo e Rivas Atlantis FS (campione della División de Honor Juvenil di Madrid).
Tra il 2009 e il 2012 è il vice di Jesús Velasco al Caja Segovia, assumendo nel 2011 anche la guida del settore giovanile.
Nel 2012 con il passaggio di Velasco all'Inter, è nominato primo allenatore dei biancogranata, conducendo un'ottima stagione, arrivando in semifinale sia in Copa de España sia in Primera División. Sotto la guida di Madrid il Caja centra il suo record di punti in massima serie (grazie anche a una striscia di 14 vittorie consecutive) e viene eletto squadra rivelazione dell'anno.
Agli Agla Futsal Awards 2013 risulta terzo miglior allenatore al mondo.
Nel 2013, complice la crisi della società spagnola, si trasferisce in Ungheria per allenare il Győri ETO. Con i biancoverdi vince la Coppa e la Supercoppa d'Ungheria, raggiunge la finale scudetto e il turno elite di Coppa UEFA. A fine stagione lascia la squadra.
Dopo 4 mesi di inattività, nel dicembre del 2015 è chiamato in Romania ad allenare il KSE Futsal, dove rimane per una stagione e mezza. Nel frattempo è anche nominato commissario tecnico della Nazionale ecuadoriana, con la quale disputa la Copa America.
La sua prima panchina in Italia risale all'estate 2016, quando si accorda con il Prato in Serie A2. Tuttavia l'esperienza toscana dura solo pochi mesi.
Alla fine del 2016 passa al Levante dove viene confermato anche per la stagione successiva.

## Palmarès
- Coppa d'Ungheria: 1
ETO Győr: 2013-2014
- Supercoppa d'Ungheria: 1
ETO Győr: 2013